# Christ Illusion
Christ Illusion er det niende album af det amerikanske thrash metal-band Slayer. Albummet blev udgivet den 8. august 2006 og modtog generelt imødekommende kritiske anmeldelser og endte på Billboard 200 hitlisten som nummer fem hvilket er bandets højeste placering på en amerikansk hitliste til dato. 
Christ Illusion inkluderer den Grammy-vindende sang "Eyes of the Insane" og bandets første album med den originale trommeslager Dave Lombardo siden Seasons in the Abyss fra 1990'erne.
På grund af afbildningen af en ødelagt Kristus tegnet af deres langvarig samarbejdespartner Larry Carroll opnåede illustrationen på albumcoveret en del polemik. Der blev derfor udgivet et andet albumcover med hensyn til konservative detailhandlere som ikke havde det godt med den originale.    
Temaer i sangteksterne især i sangen "Jihad" som beskriver terror angrebene den 11. september fra terroristernes syn ophidsede det Mumbai-baseret Catholic Secular Forum i Indien. Som et resultat blev alle indiske udarbejdelser af albummet kaldt tilbage og destrueret af EMI i Indien.

## Indspilning
Christ Illusion blev indspillet på to computere mellem to studier: NRG Studios i Nord Hollywood med assistentingeniør Dave Colvin, og Westlake Studios i Los Angeles hvor Brian Warwick assisterede.
Guitarist Kerry King mindes at ni af de elleve sange der oprindeligt blev udvalgt til Christ Illusion blev indspillet på demoer allerede i 2004 med Dave Lombardo som trommeslager.
Alligevel husker Lombardo at have indspillet med King så langt tilbage som tidligt i 2003, da to demoer blev fuldendt hjemme hos ham.
I et interview med Jeff Hanneman i juli 2004 fortalte han "Jeg og King har masser af sange" og forklarede bandets hensigt til at fuldende indspilningerne det år. Slayers pladeselskab American Recordings var dog på dette tidspunkt i gang med en forhandling om at skifte pladedistributør fra Columbia Records til Warner Bros. Records, hvilket betød at indspilningerne blev lagt på hylden indtil problemet var løst. På grund af det fik gruppen ikke færdiggjort pladen på dette tidspunkt, da distributøraftalen med Warner Records ikke var endeligt godkendt før sent i juli 2005.
Slayer ønskede at producer Rick Rubin (der før i tiden havde produceret Reign in Blood) skulle producere dette albummet også og forventede han ville gøre det, efter Rubin selv havde udtrykt en indledende interesse.
Rubin var dog optaget hvilket medførte en yderligere udskydelse af indspilningerne. Da Christ Illusions' indspilningen endelig var på vej lod Rubin sin produktions assistance gå til Metallicas unavngivet niende studiealbum, en handling som King senere beskrev som "en fucking lussing lige i ansigtet." Josh Abraham producerede albummet i stedet for, og blev rost af Blabbermouths Don Kaye "for at erobre en større gnist end der havde været på de seneste albums.
Trods en manglende mulighed for at producere Christ Illusion bidragede Rubin som en ledende produktions ydeevne. King var kritisk omkring denne indblanding og sagde han ikke kunne huske Rubins tilstedeværelse i studiet gennem indspilningerne og at Rubin hovedsageligt bidragede med spørgsmål gennem den endelige mix. Jamie Thomson fra den britiske avis The Guardian var hånlig over for Rubins bidrag og iagttog Slayer som "uvillig til at kassere nu-metal tilbøjeligheden der havde gjort meget af deres nyere produktion så modstandsdygtig, hvilket tydede på at der var lagt betydelig mindre hånd på Rubins indblanding end i hans usædvanlige redning af Johnny Cash og Neil Diamond."
Som med Slayers to tidligere albummer var alle rytmeguitarsporene på Christ Illusion spillet af King. Gennem hele albummet kom guitarlyden hovedsageligt fra en Marshall JCM 800. King skrev groft 80% af hans guitarsoloer inden indspilningerne fandt sted. Sangen "Catalyst" havde dog næsten været klar til God Hates Us All albummet fra 2001 i en alternativ version med tidligere trommeslager Paul Bostaph ved trommesættet. Lombardos indblanding var tydeligt den første gang han, King Araya og Hanneman havde optrådt sammen på en plade igen siden udgivelsen af Seasons in the Abyss i 1990, en grund citeret af Jeff Hanneman som en påstået klarere punk vibration gennem hele sangen på albummet. 
Lombardo beskriver personligt albummet som "en udviklet"Reign in Blood", mens King beskriver det som en blanding af God Hates [Us All] og Seasons [in the Abyss]."
Selvom der originalt var elleve sange udvalgt til albummet endte kun ti af dem på sporlisten. En sang skrevet af Hanneman navngivet "Final Six" skulle have været inkluderet. Sangnavnet var originalt bekendtgjort som albummets titel af vokalist Tom Araya til George Stroumboulopoulos fra CBCs The Hour.  
Spørgende omkring albummets titel af Kevin and Bean fra Los Angeles KROQ-FM, svarede King "Jeg er ikke helt sikker på det er blevet klarlagt endnu. Jeg tror den sidste uge var deadline og jeg er ikke sikker på at det blev fuldkommen afgjort så jeg bliver nødt til at tage en femtedel af den ene. Den måde det foregik på var at min stemme ikke blev hørt så derfor er jeg ikke er rigtig spændt omkring det."
Imidlertid tog Araya em uges ferie ved indspilningerne af albummet og gennemgik en to timer lang galdeblæreoperation den 5. maj 2006.  
Derfor kunne han ikke færdiggøre vokalen til sangen "Final Six" i tide til albummets udgivelse. King antydede at "Final Six" måske blev indspillet til en speciel digipack version, en udgivelse der dukkede op i juli 2007.

## Spor
Christ Illusion blev originalt udgivet den 8. august 2006, alligevel blev der udgivet en speciel version den 24. juli 2007. Den indeholdt bonusnummeret "Final Six," en alternativ version af "Black Serenade," såvel som en DVD med Slayer på turne i 2007, musikvideoen til "Eyes of the Insane" og en live version af "South of Heaven" fra The Unholy Alliance-turnéen.
1. "Flesh Storm" – 4:16 (King)
2. "Catalyst"  – 3:09 (King)
3. "Skeleton Christ" – 4:22 (King)
4. "Eyes of the Insane" – 3:24 (Araya/Hanneman)
5. "Jihad" – 3:32 (Araya/Hanneman)
6. "Consfearacy" – 3:09 (King)
7. "Catatonic" – 4:56 (King)
8. "Black Serenade" – 3:18 (Araya/Hanneman)
9. "Cult" – 4:42 (King)
10. "Supremist" – 3:51 (King)

### Bonusnumre på speciel version
1. "Black Serenade" (Alternativ version) – 2:58 (Araya/Hanneman)  (Erstatter den originale version på spor 8)
2. "Final Six" – 4:10 (Araya/Hanneman)
3. "Disciple" – 3:44 (Hanneman/King) (Hot Topic bonusnummer)
4. "Mandatory Suicide" – 4:04 (Tekst: Araya) (Musik: Hanneman/King) (Hot Topic bonusnummer)

### DVD (Inkluderet på specielversionen)
1. Slayer On Tour, 2007
2. South Of Heaven (Live)
3. Eyes Of The Insane (Video)

## Musikere
- Tom Araya – Vokal, Bas
- Jeff Hanneman – Guitar
- Kerry King – Guitar
- Dave Lombardo – Trommer